# Matt Hodgson
Matthew John Hodgson, detto Matt (Ipswich, 2 agosto 1991), è un cestista australiano.

## Carriera
Con l'Australia ha disputato i Campionati asiatici del 2017.